# Clive Bigham (2e vicomte Mersey)
Charles Clive Bigham (18 août 1872 - 20 novembre 1956) est un pair britannique, titré 2e vicomte Mersey et un homme politique libéral.

## Biographie
Fils de John Bigham, 1er vicomte Mersey, Bigham fait ses études à la Cheam School, au Collège d'Eton (où il est un King's Scholar) et à Sandhurst, et est nommé dans les Grenadier Guards en 1892. Trouvant le métier de soldat peu sympathique, il rejoint la réserve et se rend dans l'Empire ottoman, la Perse, la Russie, la Chine et les Balkans, occupant des postes d'attaché honoraire dans diverses ambassades britanniques en cours de route. En 1897, il devient correspondant spécial du Times pendant la guerre gréco-turque, à la suite de l'armée ottomane. À la fin de la guerre, il est nommé attaché honoraire à l'ambassade britannique à Constantinople à la demande de Philip Currie, afin d'être représentant britannique à la Commission internationale de rapatriement des paysans grecs déplacés en Thessalie.
En 1899, il est transféré à l'ambassade de Pékin et rejoint l'armée russe en campagne en Mandchourie lors de la rébellion des Boxers. En 1900, il est officier de renseignement de l'amiral Edward Seymour lors de l'expédition avortée de Seymour, pour laquelle il est mentionné dans des dépêches. Pour son service en Chine, il est nommé CMG. Il se présente à Windsor pour les libéraux aux élections générales de 1906, mais perd de peu.
Il est vice-président de la Chambre des lords à partir de 1933 et whip en chef libéral à la Chambre des lords de 1944 à 1949. En 1946, il est admis au Conseil privé.
Mersey est décédé le 20 novembre 1956 et est remplacé dans ses pairies par son fils Edward Clive Bigham, 3e vicomte Mersey.